# 프로빗

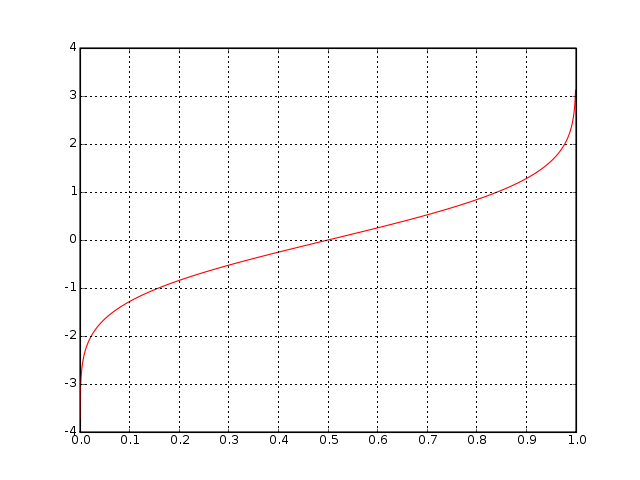
프로빗 함수 도표

프로빗(probit)은 표준 정규 분포의 분위수함수이다. 로지스틱 회귀와 대응되는 프로빗 모형에 사용된다.
수학적으로 프로빗은 표준 정규 분포의 누적 분포 함수의 역함수이며 {\displaystyle \Phi (z)}로 표기하며 프로빗은 아래와 같이 정의된다:
{\displaystyle \operatorname {probit} (p)=\Phi ^{-1}(p)\quad {\text{for}}\quad p\in (0,1)}.

## 같이 보기
- 로지스틱 회귀
- 로짓
- 프로빗 회귀 모형
- 연속 함수
- 단조함수
- 분위수함수
- 시그모이드 함수